# Mads Christensen (ishockeyspelare)
Mads Christensen, född 2 april 1987 i Herning, är en dansk professionell ishockeyspelare som spelar för EHC Red Bull München i DEL. Christensen har representerat Danmarks ishockeylandslag i sju VM. 

## Klubbar
- Herning Blue Fox Moderklubb–2008
- SønderjyskE ishockey 2008–2009
- Iserlohn Roosters 2009–2010
- Eisbären Berlin 2010–2014
- EHC Red Bull München 2014–